# Mittlerer Schafalpenkopf
Der Mittlere Schafalpenkopf (auch Zweiter Schafalpenkopf) ist ein 2302 m hoher Berg in den Allgäuer Alpen. Er ist Teil der Schafalpenköpfe und des Mindelheimer Klettersteigs.

## Lage und Umgebung
Über den Gipfel des Mittleren Schafalpenkopfs verläuft die Grenze zwischen Deutschland und Österreich. Somit verteilt er sich auf die Bundesländer Bayern und Vorarlberg. Auf bayerischer Seite gehört er zum Verwaltungsgebiet des Landkreises Oberallgäu und zu Oberstdorf, auf österreichischem Territorium zum Bezirk Bregenz und zur Gemeinde Mittelberg.
Nach Nordosten folgt dem Mittleren Schafalpenkopf der Nördliche Schafalpenkopf (2320 m) von dem er durch seine 2189 m hoch gelegene Bezugsscharte getrennt ist. Die Dominanz des Mittleren Schafalpenkopfs beträgt 600 Meter, sie reicht damit bis zum Nördlichen Schafalpenkopf. Im Süden des Mittleren Schafalpenkopfs befindet sich das Rappenalptal. Im Südwesten geht der Mittlere Schafalpenkopf zum Südlichen Schafalpenkopf (2272 m) über. Im Nordwesten des Berges befindet sich das Wildental, das ins Kleinwalsertal führt.

## Geologie
Der Mittlere Schafalpenkopf ist aus Hauptdolomit aufgebaut.

## Namensherkunft
Die Namensherkunft der Schafalpenköpfe ist unter Schafalpenköpfe nachzuvollziehen.

## Alpinismus

### Stützpunkte
Stützpunkte für Touren auf den Mittleren Schafalpenkopf sind die Fiderepasshütte und die Mindelheimer Hütte (2013 m). Daneben ist ein Zugang von Mittelberg durchs Wildental und von der Bergstation der Kanzelwandbahn möglich.

### Routen
Als Normalweg für den Mittleren Schafalpenkopf zählt der Mindelheimer Klettersteig. Dieser mittelschwere Klettersteig (C) überschreitet den Berg von Nordosten nach Südwesten, vom Nördlichen zum Südlichen Schafalpenkopf. Dabei helfen Drahtseilversicherungen und Eisenklammern dem Bergsteiger.
Die Routen aus der Zeit vor dem Bau des Klettersteigs spielen heute kaum noch eine Rolle. Der ehemalige Normalweg hatte die Schwierigkeit I, in einer verschärften, direkten Variante sogar III. Er führte durch das südwestliche gelegene Kar Große Wanne zum Gipfel. Eine Route durch die Ostwand (V. Schwierigkeitsgrad) wurde 1920 durch den Kletterer Zitzelsberger und seine Begleiter begangen.

## Bilder

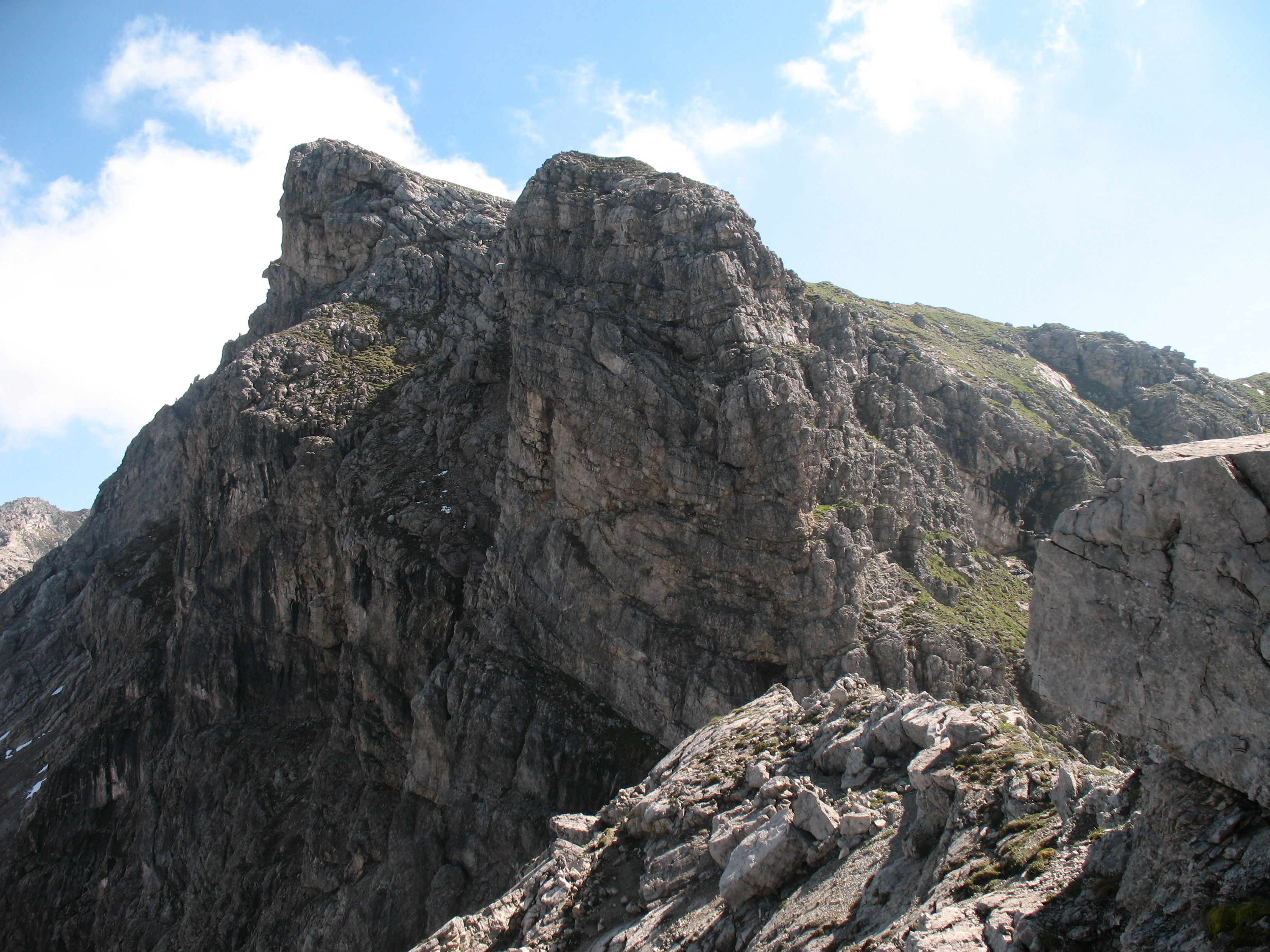
Vom Übergang zum Südlichen Schafalpenkopf
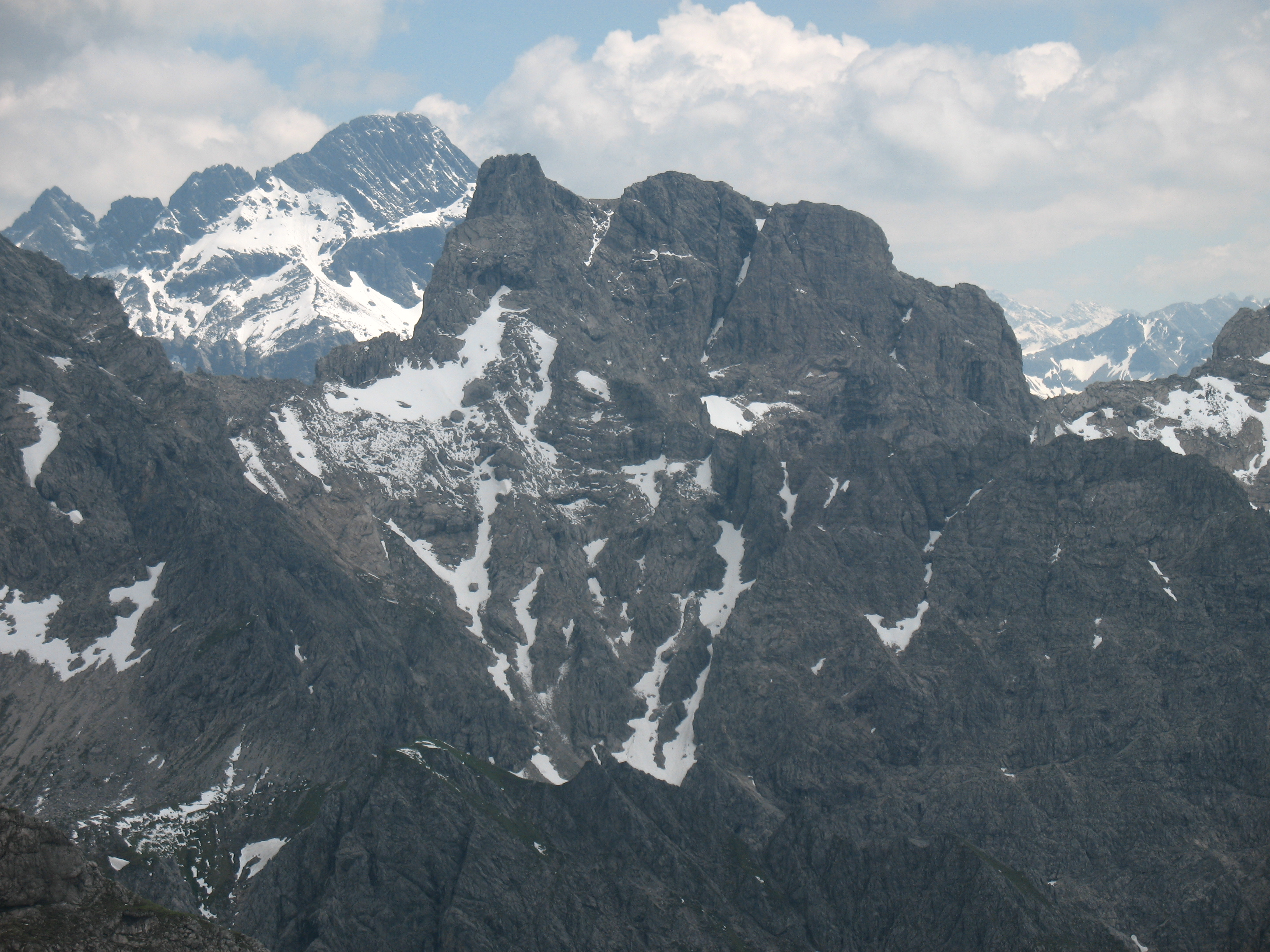
Von der Walser Hammerspitze
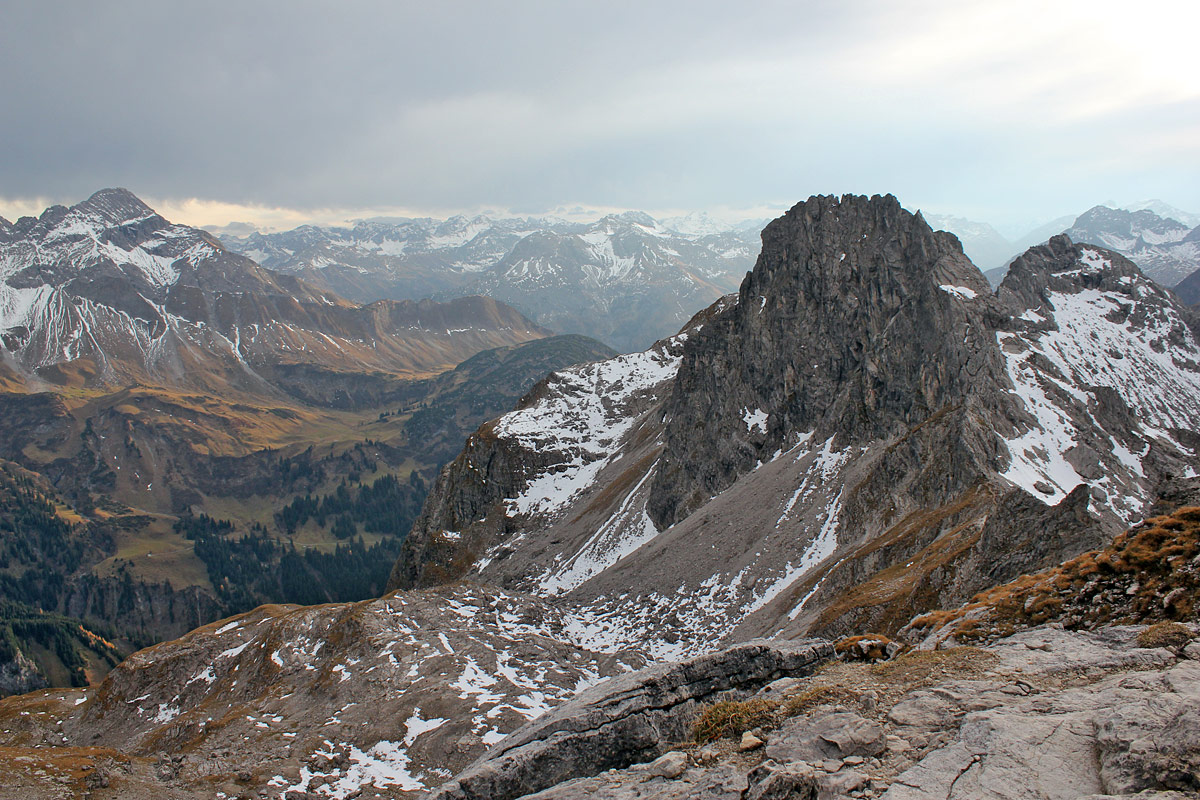
Vom Dritten Schafalpenkopf
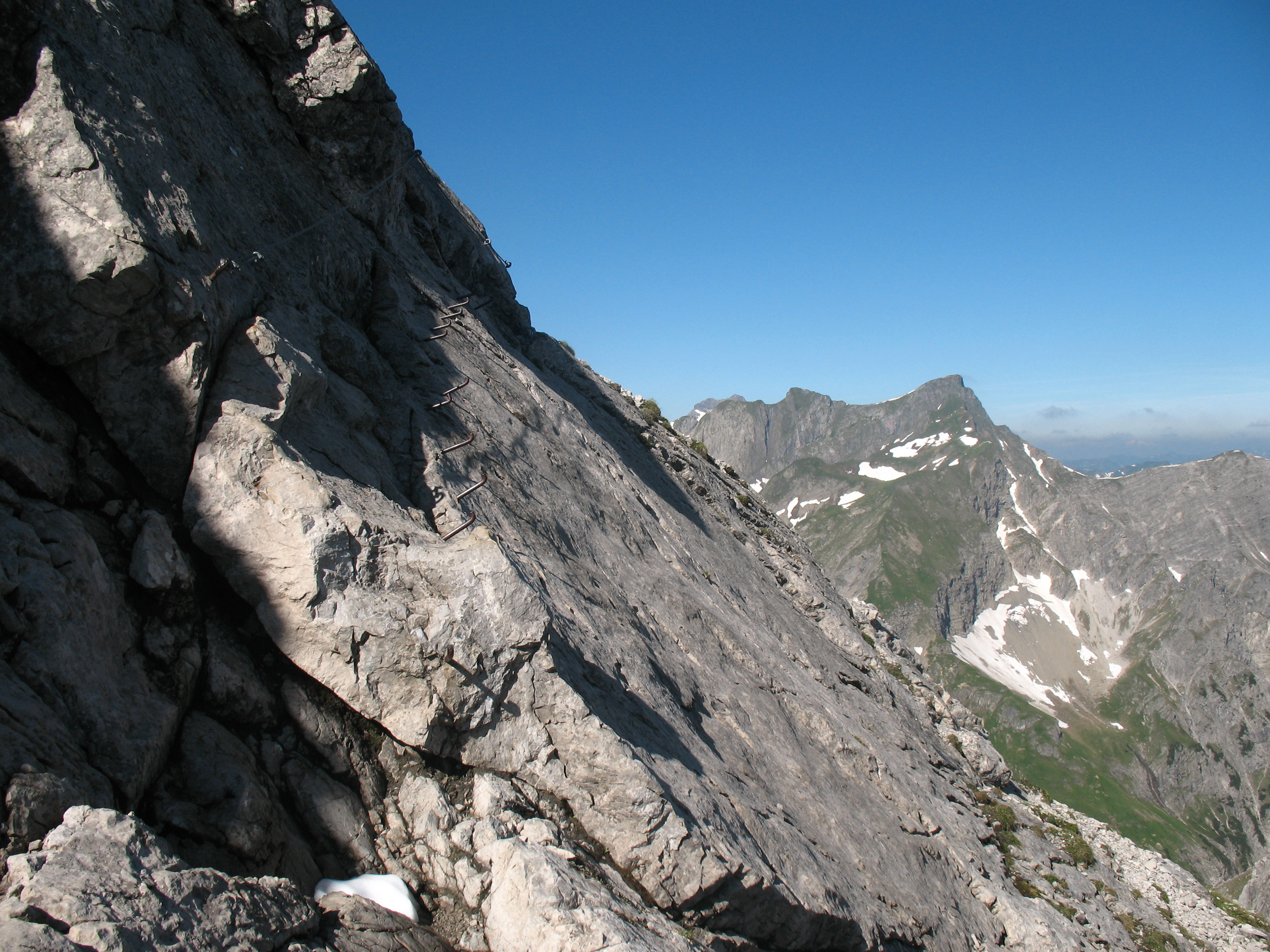
Klettersteig-Passage